# Vergabemindestlohn
Ein Vergabemindestlohn ist eine ergänzende Ausführungsbedingung bei der Vergabe öffentlicher Aufträge. Der Bieter, der den Zuschlag für den öffentlichen Auftrag erhält, ist verpflichtet, einen bestimmten Mindestlohn an die Arbeitnehmer zu zahlen, die bei der Ausführung des Auftrags eingesetzt werden. Ein Vergabemindestlohn soll Dumpinglöhne für bei öffentlichen Aufträgen tätige Beschäftigte verhindern. Er beinhaltet jedoch keinen individuellen Anspruch der Arbeitnehmer zur Durchsetzung von Mindestlohnansprüchen.

## Deutschland

### Geschichte
Vergabemindestlöhne wurden in Deutschland als Reaktion auf das Rüffert-Urteil des Europäischen Gerichtshofs eingeführt. Nach dem Urteil sind konstitutive Tariftreueregelungen weitestgehend unzulässig. Den ersten Vergabemindestlohn erließ bereits im März 2008 Berlin in Höhe von 7,50 €. Im Regiopost-Urteil erklärte der Europäische Gerichtshof, dass Vergabemindestlöhne nicht gegen die Vergabekoordinierungsrichtlinie verstoßen. Eine Beschränkung der Dienstleistungsfreiheit sei durch den Arbeitnehmerschutz gerechtfertigt. Offen bleibt, ob dies auch angesichts des mit dem Mindestlohngesetz eingeführten bundesweiten Mindestlohns weiterhin gilt.

### Geltende Vergabemindestlöhne
Vergabemindestlöhne gelten derzeit in den folgenden Ländern:
- Baden-Württemberg
- Berlin
- Brandenburg
- Bremen
- Hamburg
- Mecklenburg-Vorpommern
- Niedersachsen
- Nordrhein-Westfalen
- Rheinland-Pfalz
- Saarland
- Schleswig-Holstein

Die Vergabemindestlöhne bewegen sich zwischen 8,— € und 12,50 €.

### Keine Geltung für ausländische Nachunternehmer
Im Bundesdruckerei-Urteil entschied der Europäische Gerichtshof, dass eine Erstreckung des Vergabemindestlohns auf ausländische Nachunternehmer gegen die Dienstleistungsfreiheit verstößt.

## Andere Länder
Vergabemindestlöhne existieren auch in anderen Ländern.